# Pueblo Chico
Das Pueblo Chico war eine von 1999 bis 2015 betriebene Modellanlage in Valle de La Orotava auf Teneriffa.

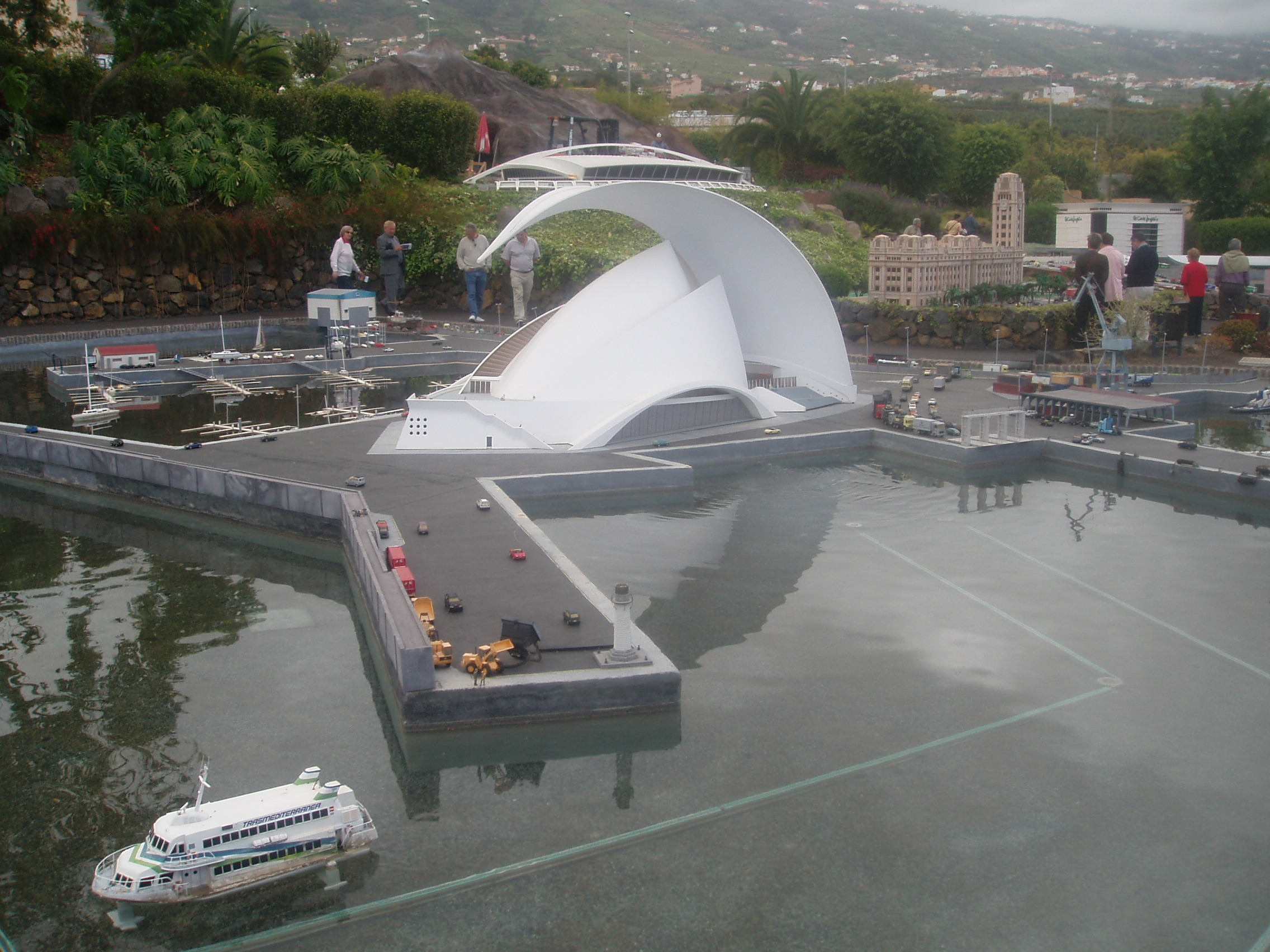
Hafen von Santa Cruz

Das Pueblo Chico (spanisch für ‚kleines Dorf‘) zeigte auf einer Fläche von 20.000 m² Modelle im Maßstab 1:25 der Kanarischen Inseln. Zu sehen waren historische Bauten und Gebäudeensembles, moderne Architektur, Landschaften und Darstellungen des Lebens auf Teneriffa und den Nachbarinseln.
Das Leben der Ureinwohner (Guanchen) wurde in detaillierten Szenen ebenso nachvollzogen wie die verschiedenen Formen der heutigen Landwirtschaft des Archipels. Neben einzelnen historischen Gebäuden aus verschiedenen Städten Teneriffas widmete sich eine eigene Abteilung dem Weltkulturerbe La Laguna. Die Inselhauptstadt Santa Cruz de Tenerife war auf der Anlage mit Gebäuden der Altstadt, moderner Architektur von Santiago Calatrava und dem Hafen repräsentiert. Zu den animierten Modellen gehörten Schiffe im Hafen von Santa Cruz und Flugzeuge auf der Start- und Landebahn des Flughafens Teneriffa Süd. Die Nachbarinseln waren mit einzelnen Gebäuden vertreten: Grafenturm in San Sebastián de La Gomera, Theater Pérez Galdós in Las Palmas de Gran Canaria, Rathaus von Santa Cruz de La Palma, Kugelbrücke und Festung San Gabriel auf Lanzarote, Offiziershaus in La Oliva auf Fuerteventura und der Leuchtturm von Orchilla auf El Hierro.
Neben den Modellen war der Garten mit zahlreichen Pflanzen der Kanarischen Inseln ein Anziehungspunkt der Anlage.
Ende 2015 wurde die Anlage geschlossen.

## Galerie

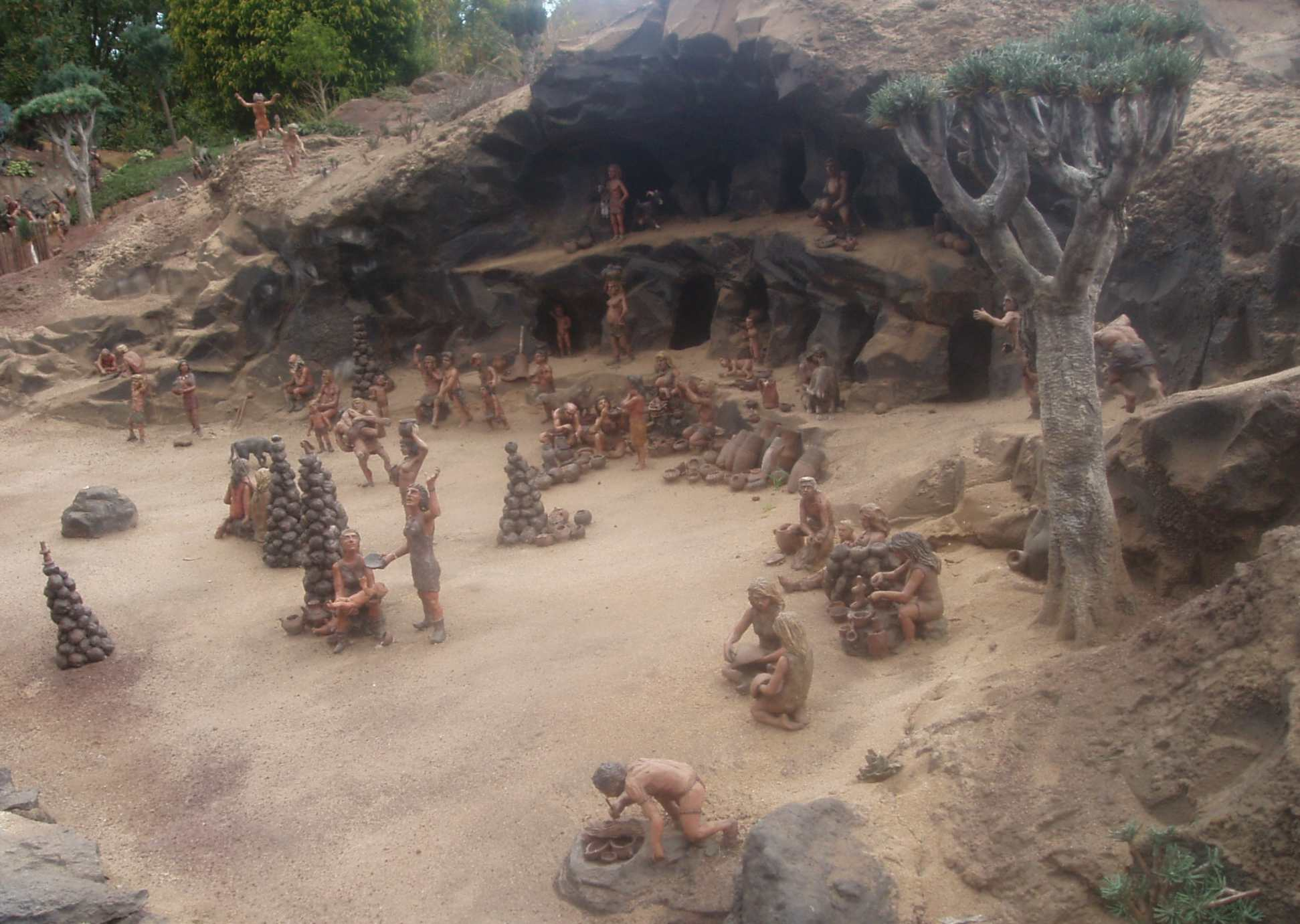
Leben der Guanchen
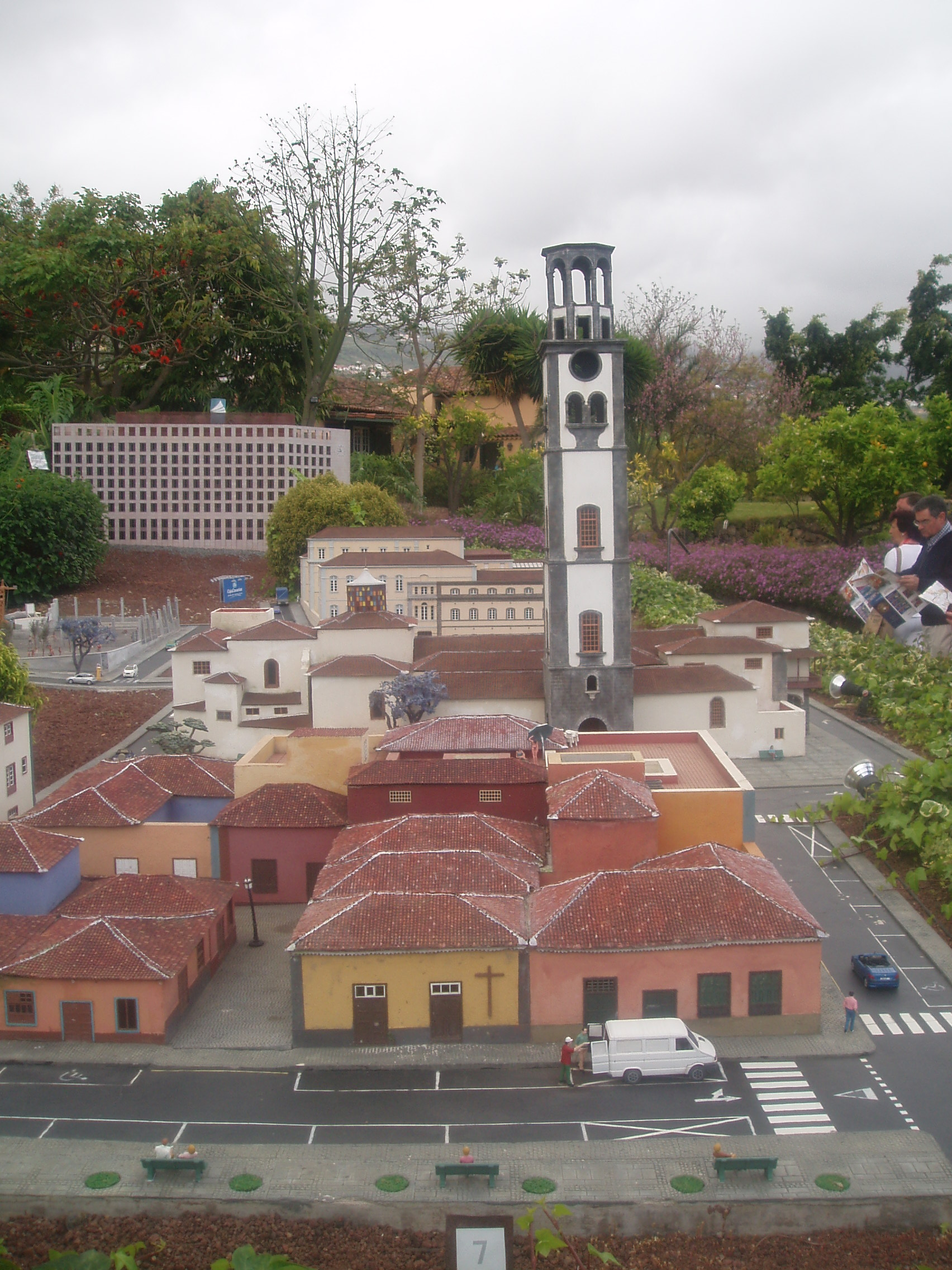
Iglesia de la Conception, Santa Cruz de Tenerife
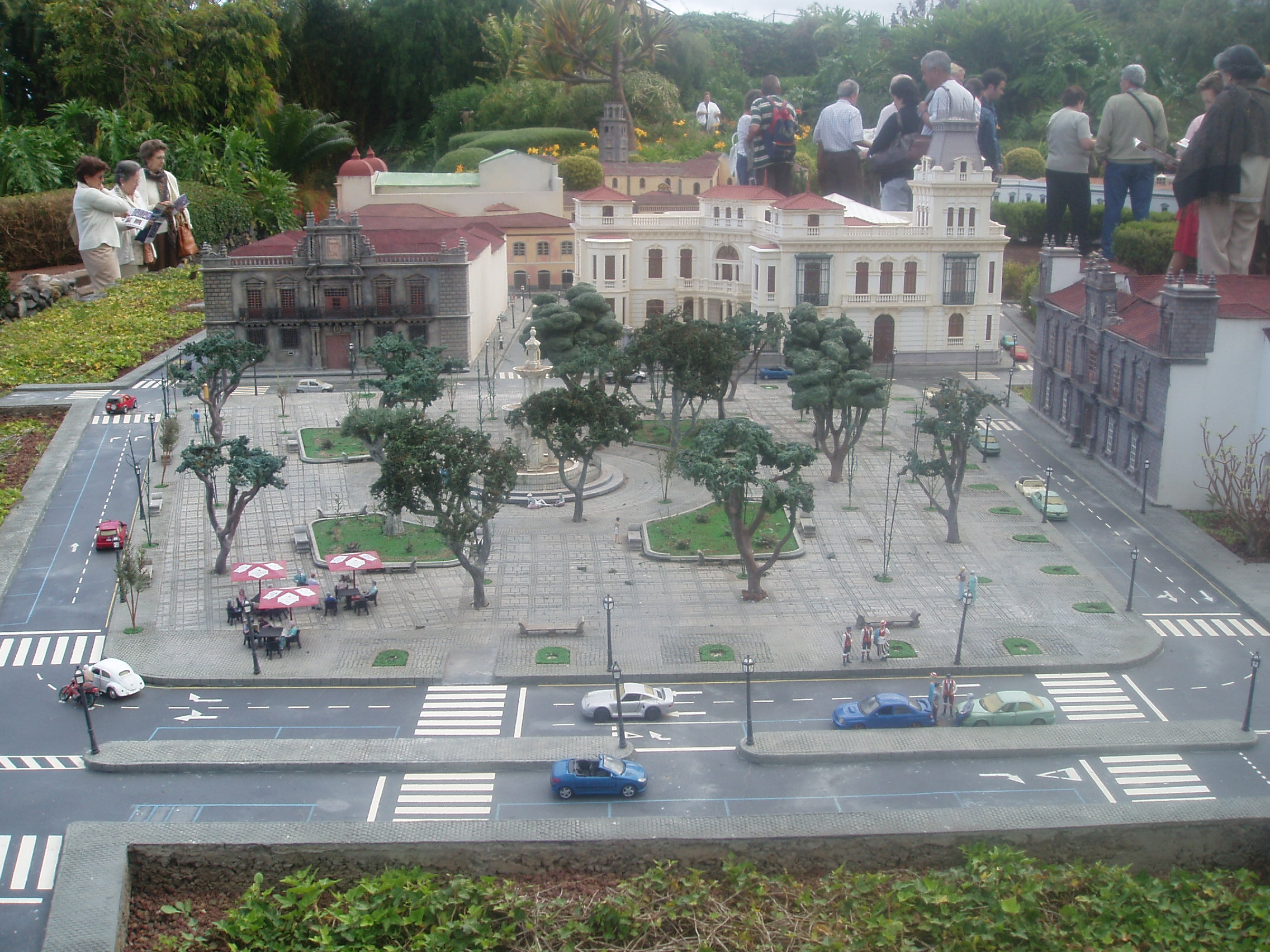
San Cristóbal de La Laguna
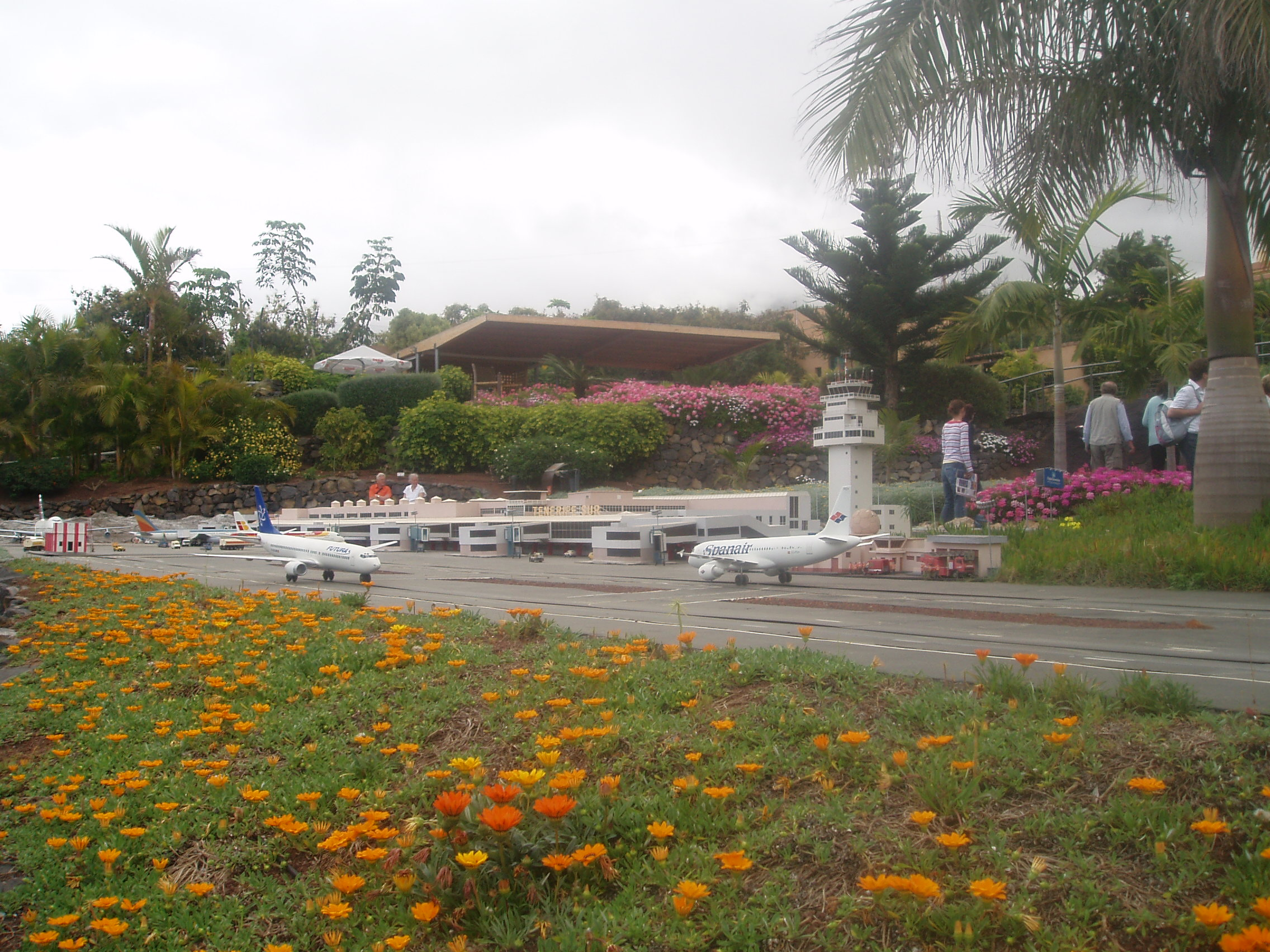
Flughafen Teneriffa Süd